# Shacharit

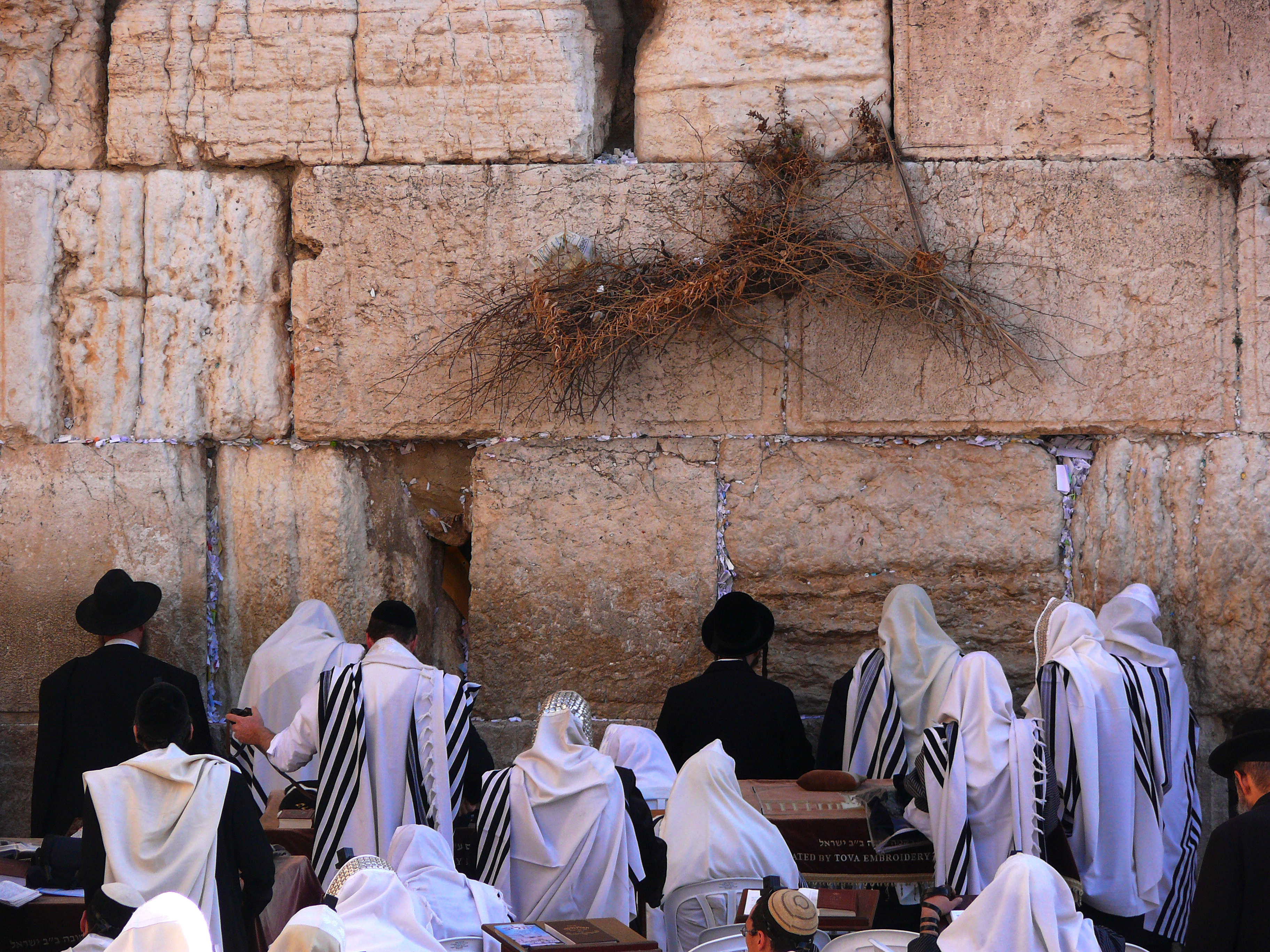
Jueus que resen a Mur de les Lamentacions, 2010.

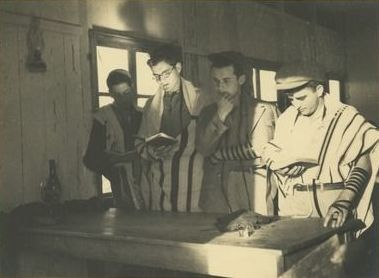
Shacharit, Dècada del 1930

Shacharit (en hebreu: שַחֲרִית) és una oració jueva (Tefilà) recitada al matí, i és una de les tres oracions diàries que resen habitualment els jueus. Diferents tradicions identifiquen diferents components primaris de Shacharit. Alguns erudits estan d'acord que l'oració Pesukei Dezimra, l'oració del Shemà Israel i les seves benediccions, i l'Amidà són seccions importants. Alguns identifiquen les benediccions i les lectures preliminars, com una primera secció diferent. Uns altres diuen que el Tachanun és una secció separada, així com les benediccions finals. En certs dies, s'afegeixen oracions i serveis addicionals a Shacharit, inclosos el Musaf i la lectura de la santa Torà.

## Història
Segons la tradició, Shacharit va ser identificat com un moment d'oració pel patriarca Abraham Avinu, com es menciona a Bereshit 19.27: "Abraham es va aixecar d'hora al matí", que tradicionalment és el primer Shacharit. No obstant això, l'oració d'Abraham Avinu no va esdevenir una oració estandarditzada. Els savis de la Gran Assemblea (Anshei Knesset HaGedolah) van formular benediccions i oracions que després es van convertir en part de l'oració matinal de Shacharit.
No obstant això, el Sidur, o llibre d'oracions, tal com el coneixem, no es va formar completament fins al voltant del segle vii de l'Era Cristiana. Les oracions varien entre les diferents congregacions i comunitats jueves. Shacharit també va ser instituït en part com un reemplaçament del servei diari al Temple al matí, després de la destrucció del segon Temple de Jerusalem. La paraula Shacharit prové de l'arrel hebrea: שחר (shahar), que vol dir matí.

## Servei
Durant i abans de l'oració de Shacharit, els jueus es col·loquen les seves filactèries i el tal·lit, d'acord amb la seva tradició (Minhag). Les dues accions van acompanyades de benediccions. Alguns no mengen fins que han resat. Tradicionalment, una sèrie d'oracions introductòries es diuen com a part de l'inici de Shacharit. Una de les seccions principals d'aquestes oracions és Pesukei Dezimrà, que consisteix en nombrosos salms, himnes i oracions. Pesukei Dezimrà es diu perquè una persona alabi a Déu abans de fer-li peticions. Es recita l'oració del Shemà Israel i les seves benediccions relacionades. Un ha de concentrar-se a complir amb el manament positiu de recitar la Shemà. Un ha d'assegurar-se de recitar la Shemà clarament i no ajuntar les paraules.
En l'oració de la Amidà (Shemone Esrei), es recita una sèrie de 19 benediccions. Durant el Sàbat i els dies festius (Yom Tov), només es diuen 7 benediccions. Les benediccions inclouen una varietat de temes com: la ciutat de Jerusalem, els cultius i l'oració. Es diu l'oració de Tachanun, una súplica que consisteix en una col·lecció de passatges de la Bíblia hebrea (la Tanakh). Els dilluns i els dijous, es recita una versió més llarga. En els altres dies, s'ometen les parts extra. La part principal de l'oració de Tachanun es diu tradicionalment amb el cap recolzat en el braç. En certs dies, hi ha una lectura de la Torà en aquest punt del servei. En la majoria dels dies, es fan tres aliyot a la Torà. Set aliyot es fan en Shabat. El servei conclou normalment amb l'oració Adon Olam, el salm del dia, i l'oració per la pau.

## Hora del servei
Segons la llei jueva, el moment més primerenc per recitar el servei del matí és quan hi ha prou llum natural perquè un pugui veure a un familiar conegut a sis peus de distància. Aquesta és una mesura subjectiva. Després de la sortida del sol i abans del migdia, és l'hora habitual d'aquest servei d'oració. La darrera vegada que un pot recitar el servei del matí és durant el migdia astronòmic anomenat chatzot. Després d'això, es pot recitar el servei de la tarda, anomenat Mincha.